# Evenus candidus
Evenus candidus is een vlinder uit de familie van de Lycaenidae. De wetenschappelijke naam van de soort werd als Thecla candidus in 1907 gepubliceerd door Hamilton Herbert Druce.

## Synoniemen
- Thecla cuprea Lathy, 1930
- Thecla gloriosa Lathy, 1930